# Вреттос, Христос
Христос Вреттос (греч. Χρήστος Βρεττός, 25 марта 1894, Нафплион — октябрь 1973) — греческий легкоатлет, выступавший в толкании ядра и метании диска. Участник летних Олимпийских игр 1924 года.

## Биография
Христос Вреттос родился 25 марта 1894 года в греческом городе Нафплион.
Выступал в легкоатлетических соревнованиях за «Этникос» из Афин.
В 1924 году вошёл в состав сборной Греции на летних Олимпийских играх в Париже. В толкании ядра занял 14-е место в квалификации, показав результат 13,125 метра и уступив 1,14 метра попавшему в финал с 6-го места Эльмеру Никландеру из Финляндии. Также был заявлен в метании диска, но не вышел на старт. Был знаменосцем сборной Греции на церемонии открытия Олимпиады.
Умер в октябре 1973 года.

## Личный рекорд
- Толкание ядра — 13,57 (1924)[2]